# 南鍛冶屋町
南鍛冶屋町（みなみかじやちょう）は、愛知県名古屋市中区の地名。

## 歴史

### 沿革
- 1873年（明治5年） - 従来の鍛冶屋町筋の一部により、南鍛冶屋町として成立する[1]。
- 1878年（明治11年）12月20日[5] - 愛知郡前津小林村潮見坂・潮見沢下ノ筋・鼠坂・堀田坂・南鍛冶屋町・南鍛冶屋町東ノ切の各一部により、名古屋区南鍛冶屋町となる[2][6]。
- 1889年（明治22年）10月1日 - 名古屋市成立に伴い、同市南鍛冶屋町となる。
- 1908年（明治41年）4月1日 - 中区成立に伴い、同区南鍛冶屋町となる[2]。
- 1911年（明治44年）11月1日 - 2丁目・3丁目の各一部が南久屋町および南武平町にそれぞれ編入される[2]。
- 1913年（大正2年）3月 - 愛知結核予防会が設立され、事務所が設置される[7]。
- 1936年（昭和11年）2月27日 - 東洋生命保険名古屋支店が廃止[8]。
- 1938年（昭和13年）3月15日 - 矢場町の一部を編入する[6]。
- 1944年（昭和19年）2月11日 - 栄区成立に伴い、同区南鍛冶屋町となる[2]。
- 1945年（昭和20年）11月3日 - 栄区廃止に伴い、同区南鍛冶屋町となる[2]。
- 1966年（昭和41年）3月30日 - 住居表示実施に伴い、1〜4丁目が栄三丁目に編入される[2]。
- 1969年（昭和44年）10月21日 - 住居表示実施に伴い、4・5丁目が大須四丁目に編入される[2]。